# ثيباسا

مدينة ثيباسا

كانت مدينة ثيباسا قديمًا مكانًا حصينًا في آسيا الصغرى في العصور الكلاسيكية القديمة، وقد أشار بلينيوس الأكبر بوقوعها في منطقة ليكاونيا الجغرافية في جبال طوروس.
وفي وقت لاحق، أصبحت ثيباسا تعرف باسم «داباسا» من قبل المسلمين الذين سيطروا عليها خلال حروبهم مع الإمبراطورية البيزنطية في فترة الغزو العباسي لآسيا الصغرى (806). بقيت المدينة مهجورة منذ ذلك الحين ولم يتم التعرف عليها، إلى أن قام عالم الآثار السيد وليام ميتشل رامزي باقتراح أن ثيباسا كانت تمثل المكان المرتفع المحصن في مدينة هايد وبين أسباب تحديد موقع المدينة وحصنها في كارا بونار المجاورة الواقعة في مدينة كافالا في تركيا.